# Xanthotis flaviventer
Xanthotis flaviventer е вид птица от семейство Meliphagidae.

## Разпространение
Видът е разпространен в Австралия, Индонезия и Папуа Нова Гвинея.